# Soldatowo (Kaliningrad, Prawdinsk)
Soldatowo (russisch Солдатово, deutsch Sehmen) ist ein Ort in der russischen Oblast Kaliningrad (Gebiet Königsberg (Preußen)) und gehört zur Domnowskoje selskoje posselenije (Landgemeinde Domnowo (Domnau)) im Rajon Prawdinsk (Kreis Friedland i. Ostpr.).

## Geographische Lage
Soldatowo liegt etwa 13 Kilometer südwestlich der Stadt Prawdinsk (Friedland) an einer Nebenstraße, die Tischino (Abschwangen, 20 km) an der russischen Fernstraße 27A-083 (ex A196, ehemalige deutsche Reichsstraße 131) mit Domnowo (Domnau, 6 km) verbindet und weiter bis in das russisch-polnische Grenzgebiet bei dem heute wüsten Ort Schirokoje (Schönbruch, 2 km, an der ehemaligen deutschen Reichsstraße 142) führt. Ein Bahnanschluss besteht nicht.

## Geschichte
Das einst Sehmen genannte Gutsdorf wurde am 11. Juni 1874 namensgebender Ort eines neu errichteten Amtsbezirks, bestehend anfangs nur aus dem Gutsbezirk Sehmen. Er gehörte zu dem 1927 in Landkreis Bartenstein (Ostpr.) umbenannten Kreis Friedland im  Regierungsbezirk Königsberg der preußischen Provinz Ostpreußen. Am 17. Juli 1893 wurde die Landgemeinde Stocktienen aus dem Amtsbezirk Schloß Domnau in den Gutsbezirk Sehmen eingegliedert. 1910 zählte Sehmen 370 Einwohner.
Am 30. September 1928 erfolgte ein Zusammenschluss des Gutsbezirks Sehmen und des Gutsbezirks Pöhlen (russisch: Wernoje), bisher Amtsbezirk Schönbruch (Schirokoje), zur neuen Landgemeinde Sehmen, die 1933 bereits 477 und 1939 schon 507 Einwohner zählte. Der Amtsbezirk Sehmen, zuletzt nur aus der Landgemeinde Sehmen mit den Ortsteilen Föhrwalde, Pöhlen (Wernoje), Kobbern, Lomp und Tappelkeim bestehend, existierte bis 1945.
Infolge des Zweiten Weltkrieges kam Sehmen mit dem nördlichen Ostpreußen 1945 zur Sowjetunion und erhielt 1947 die Bezeichnung „Soldatowo“. Bis zum Jahr 2009 war der Ort in den Domnowski sowjet (Dorfsowjet Domnowo (Domnau)) eingegliedert und ist seither aufgrund einer Struktur- und Verwaltungsreform eine als „Siedlung“ (russisch: possjolok) eingestufte Ortschaft innerhalb der Domnowskoje selskoje posselenije (Landgemeinde Domnowo) im Rajon Prawdinsk.

## Kirche
Mit seiner überwiegend evangelischen Bevölkerung war Sehmen bis 1945 in das Kirchspiel Schönbruch (russisch: Schirokoje, polnisch: Szczurkowo) eingepfarrt. Es gehörte zum Kirchenkreis Friedland (heute russisch: Prawdinsk), danach zum Kirchenkreis Bartenstein (heute polnisch: Bartoszyce) in der Kirchenprovinz Ostpreußen der Kirche der Altpreußischen Union.
Heute ist der ehemalige Pfarrort nicht mehr vorhanden. Soldatowo liegt jetzt im Einzugsbereich der neu entstandenen evangelisch-lutherischen Kirchengemeinde in Domnowo (Domnau), die ihrerseits eine Filialgemeinde der Auferstehungskirche in Kaliningrad (Königsberg) ist und zur Propstei Kaliningrad in der Evangelisch-lutherischen Kirche Europäisches Russland (ELKER) gehört.

## Persönlichkeiten

### Söhne und Töchter des Ortes
- Christian Ferdinand von Podewils (* 17. Oktober 1768 in Sehmen; † 1831 in Brieg), königlich-preußischer Generalmajor

### Mit dem Ort verbunden
- Friedrich von Klinckowström (* 16. November 1775 in Bartenstein; † 9. November 1856 in Sehmen), Gutsbesitzer und Politiker